# Thunderball
Thunderball je v pořadí čtvrtý film o Jamesi Bondovi z roku 1965, adaptace devátého románu spisovatele Iana Fleminga o této postavě z roku 1961.

## Zajímavosti
Kniha Thunderball se stala objektem polemik mezi fanoušky Jamese Bonda, jelikož byla založena na scénáři k filmu. Thunderball měla původně být první filmová bondovka v roce 1962, ale později dali producenti přednost Dr. No kvůli právním sporům s Kevinem McClorym. Povolaní scenáristé si ale příliš nedokázali poradit s vykrystalizováním příběhu, a tak Fleming z materiálu udělal devátou knihu série. Albert R. Broccoli a Harry Saltzman se rozhodli v roce 1964 tuto knihu zfilmovat. Jako u většiny bondovek je v titulcích uvedeno 'Ian Fleming's Thunderball', přestože jako scenáristé jsou uvedeni Maibaum a Hopkins (a také je uvedeno, že psali dle původního scénáře Jacka Whittinghama a příběhu Kevina McCloryho, Jacka Whittinghama a Iana Fleminga).
Thunderball se vlastně v kinech objevil dvakrát. V roce 1983 McClory produkoval neoficiální remake (tj. mimo EON Productions) s názvem Nikdy neříkej nikdy.

## Děj
Organizace SPECTRE unese britský letoun s dvěma atomovými bombami, které odpálí, pokud nedostanou diamanty v hodnotě 100 milionů dolarů. Letoun přistane na Bahamách, Bond má ale co do činění s nebezpečným Emiliem Largem.

## Osoby a obsazení
- James Bond – Sean Connery
- Dominique 'Domino' Derval – Claudine Auger
- M – Bernard Lee
- Moneypenny – Lois Maxwellová
- Q – Desmond Llewelyn
- Felix Leiter – Rik Van Nutter
- Emilio Largo, aka 'Number 2' – Adolfo Celi
- Fiona Volpe – Luciana Paluzzi
- Count Lippe – Guy Doleman
- Francois Derval/Angelo Palazzi – Paul Stassino
- Vargas – Philip Locke
- Ladislav Kutze – George Pravda
- Paula Caplan – Martine Beswick
- Patricia Fearing – Molly Peters
- Mademoiselle La Porte – Maryse Guy Mitsouko
- Ernst Stavro Blofeld – Anthony Dawson

## Soundtrack
Album produkoval United Artists Records v roce 1965. Hudbu složil a dirigoval John Barry, úvodní píseň nazpíval Tom Jones.